# (32607) 2001 QH220
2001 QH220 (asteroide 32607) é um asteroide da cintura principal. Possui uma excentricidade de 0.20178730 e uma inclinação de 8.78598º.
Este asteroide foi descoberto no dia 23 de agosto de 2001 por LONEOS em Anderson Mesa.